# I. B třída Zlínského kraje
I. B třída Zlínského kraje tvoří společně s ostatními prvními B třídami sedmou nejvyšší fotbalovou soutěž v České republice. Je řízena Zlínským krajským fotbalovým svazem a rozdělena na skupiny A, B a C. Hraje se každý rok od léta do jara se zimní přestávkou, účastní se jí v každé skupině 14 týmů ze Zlínského kraje, každý s každým hraje jednou na domácím hřišti a jednou na hřišti soupeře. Celkem se tedy hraje 26 kol. Vítězem se stává tým s nejvyšším počtem bodů v tabulce a postupuje do jedné ze skupin I. A třídy Zlínského kraje. Poslední týmy sestupují do Okresních přeborů (II. tříd), řízených dle spádovosti:
- Okres Kroměříž – OFS Kroměříž
- Uherské Hradiště – OFS Uherské Hradiště
- Okres Vsetín – OFS Vsetín
- Okres Zlín – OFS Zlín

Zkratky: OFS – Okresní fotbalový svaz

## Vítězové
Zdroje: 
Vítězové I. B třídy – skupiny A
- 2002/2003 – Sokol Hutisko-Solanec
- 2003/2004 – FC Valašské Příkazy
- 2004/2005 – TJ Sokol Valašská Bystřice
- 2005/2006 – TJ Nedašov
- 2006/2007 – SK Lidečko
- 2007/2008 – FC Dolní Bečva
- 2008/2009 – FC Zubří
- 2009/2010 – TJ Valašské Meziříčí „B“
- 2010/2011 – TJ Sokol Hovězí
- 2011/2012 – TJ Sokol Podlesí
- 2012/2013 – TJ Kelč
- 2013/2014 – SK Hrachovec
- 2014/2015 – FC Dolní Bečva
- 2015/2016 – TJ Sokol Kateřinice
- 2016/2017 – TJ Sokol Kateřinice
- 2017/2018 – FC Semetín
- 2018/2019 – TJ Sokol Valašská Polanka
- 2019/2020 – ukončeno - pandemie covidu-19
- 2020/2021 – ukončeno - pandemie covidu-19
- 2021/2022 – FC Prostřední Bečva
- 2022/2023 – FC Dolní Bečva
- 2023/2024 –

Vítězové I. B třídy – skupiny B
- 2002/2003 – FC RAK Provodov
- 2003/2004 – TJ Sokol Hvozdná
- 2004/2005 – Sokol Žalkovice
- 2005/2006 – FK Příluky
- 2006/2007 – 1. SK Metropol Podkopná Lhota
- 2007/2008 – SK Lukov
- 2008/2009 – TJ Spartak Valašské Klobouky
- 2009/2010 – SK Vizovice
- 2010/2011 – FC TVD Slavičín „B“
- 2011/2012 – FC Fryšták
- 2012/2013 – SK Baťov 1930
- 2013/2014 – SK Jaroslavice
- 2014/2015 – TJ Skaštice
- 2015/2016 – FC Malenovice
- 2016/2017 – TJ Sokol Nevšová
- 2017/2018 – FK Mladcová
- 2018/2019 – FC Fryšták
- 2019/2020 – ukončeno - pandemie covidu-19
- 2020/2021 – ukončeno - pandemie covidu-19
- 2021/2022 – FK Mladcová
- 2022/2023 – Kroměříž B
- 2023/2024 –

Vítězové I. B třídy – skupiny C
- 2002/2003 – FC Slovácká Sparta Spytihněv
- 2003/2004 – TJ Zdounky
- 2004/2005 – TJ Šumice
- 2005/2006 – TJ Sokol Újezdec-Těšov
- 2006/2007 – FC Viktoria Otrokovice „B“
- 2007/2008 – 1. FC Slovácko „C“
- 2008/2009 – TJ Sokol Kněžpole
- 2009/2010 – TJ Osvětimany
- 2010/2011 – TJ Jiskra Otrokovice
- 2011/2012 – SK Slovácká Viktoria Bojkovice
- 2012/2013 – TJ Nivnice
- 2013/2014 – FC Strání
- 2014/2015 – TJ Vlčnov
- 2015/2016 – FC Koryčany
- 2016/2017 – TJ Buchlovice
- 2017/2018 – Fotbal Kunovice
- 2018/2019 – TJ Šumice
- 2019/2020 – ukončeno - pandemie covidu-19
- 2020/2021 – ukončeno - pandemie covidu-19
- 2021/2022 – TJ Zborovice
- 2022/2023 – TJ Staré Město
- 2023/2024 –

Poznámky:
- 1969/70 – 1971/72: Středomoravská župa
- 1991/92 – 2001/02: Středomoravská župa
- 2002/03 – dosud: Zlínský kraj